# Glavna stran/naslednja/ste vedeli
V slovenščini smo napisali že 193.170 člankov.
- Napiši članek
- Pomoč
- Vsebina

## Izbrani članek
Sirij je najsvetlejša zvezda na nočnem nebu. Njegovo ime je izpeljano iz grške besede Σείριος, kar pomeni sijoč ali žgoč. Zvezda ima oznako α Canis Majoris, kar je latinizirano v Alfa Canis Majoris in okrajšano v α CMa ali Alfa CMa. Z navideznim sijem -1,46 je Sirij skoraj dvakrat toliko svetel kot Kanop, naslednja najsvetlejša zvezda. Sirij je binarna zvezda, ki jo sestavljata zvezda glavnega niza spektralnega tipa A0 ali A1, imenovana Sirij A, in spremljevalka, medla bela pritlikavka spektralnega tipa DA2, imenovana Sirij B. Razdalja med obema variira med 8,2 in 31,5 astronomskih enot, medtem ko zakrožita med seboj vsakih 50 let. Sirij izgleda svetlo zaradi jakosti svojega izseva in tudi bližine Osončju. Na razdalji 2,64 parseka (8,6 svetlobnih let) je sistem Sirija eden od Zemlji najbližjih sosedov.
Sirij je pogovorno znan kot »Pasja zvezda«, kar odraža njegovo pomembnost v svojem ozvezdju Velikega psa (Canis Major). Sončevo vzpenjanje Sirija je v Starem Egiptu označevalo obdobje poplavljanja Nila, za Stare Grke »pasje dneve« poletja, za Polinezijce, večinoma na južni polobli, pa je zvezda označevala zimo in je bila pomembna referenca za navigacijo po Tihem oceanu.

Preberite več ...
Vsi izbrani članki
Kronološki arhiv
Predlagaj izbrani članek
Urejanje predloge

## Ste vedeli, da ...?
Več zanimivosti
Vsi novi članki
Predlagaj vnos
Urejanje predloge

## Na današnji dan
31. maj: svetovni dan brez tobaka
- 1048 – Rodil se je perzijski matematik, astronom, pisatelj, pesnik in filozof Omar Hajam († 1131).
- 1848 – V Pragi se je začel slovanski kongres (na sliki).
- 1974 – Izrael in Sirija sta podpisala sporazum o umiku z Golanske planote, ki ni bil nikdar izpolnjen.
- 1988 – Služba državne varnosti je prijela takratnega novinarja Mladine Janeza Janšo.

29. maj –  30. maj – 1. junij – 2. junij

Arhiv
Več obletnic
Okrogle obletnice
Urejanje predloge

## Osnovne kategorije
|  | Naravoslovje: Astronomija (portal) • Biologija (portal) • Fizika • Geografija • Geologija • Kemija • Matematika                                                                                     |
|  | Družboslovje: Arhitektura • Ekonomija • Filozofija • Zgodovina (portal) • Jezikoslovje • Pedagogika • Pravo • Psihologija • Sociologija • Teologija                                                 |
|  | Tehnika: Promet • Informatika • Komunikacije • Trgovina • Industrija • Vojaštvo • Zdravstvo • Kmetijstvo                                                                                            |
|  | Kultura in družba: Gledališče • Film • Fotografija • Kulinarika • Glasba • Ljudje • Književnost (portal) • Mitologija • Religija • Politika • Šport (portal) • Ples • Turizem • Umetnost • Konjički |

Vse kategorije
A–Ž
Seznami
Kronologija
Več o kategorizaciji vsebin
Temeljna kategorija
Vsi portali
Po glavnih temah

## Izbrana slika
Avtor fotografije: Uoaei1

Vse izbrane slike
- Predlagaj izbrano sliko
- Uredi predlogo

## O Wikipediji
Wikipedija je prosta spletna enciklopedija, ki nastaja s sodelovanjem stotisočev prostovoljcev z vsega sveta s pomočjo wikiprogramja. Članke lahko prispeva vsakdo brez registracije.
Projekt se je začel 15. januarja 2001. Wikipedija trenutno vsebuje več kot 65 milijonov geselskih člankov v več kot 300 različnih jezikih. 
Slovenska Wikipedija je nastala 26. februarja 2002. Od tedaj smo napisali 193.170 člankov.

## Skupnost
Na slovenski Wikipediji je prijavljenih 242.200 uporabnikov, od tega 
je 335 dejavnih. Vsi uporabniki so prostovoljci, ki prispevajo k različnim tematskim sklopom. Oglejte si najboljše, kar smo ustvarili.
Obiščite naš vodič za začetnike in portal skupnosti in ugotovite, kako lahko pomagate. Veseli bomo, če boste prispevali manjkajoče članke ali slikovno gradivo. Urejanje strani lahko preizkušate v peskovniku. Konstruktivne razprave in komentarji na vsebino člankov so vedno dobrodošli. Uporabite pogovorne strani za izmenjavo mnenj in opozarjanje na pomanjkljivosti v vsebini člankov.
Obstaja več načinov, da stopite v stik z nami. Neformalna skupnost wikipedistov se občasno srečuje v živo, večina pogovorov pa se odvija pod lipo.

## Pomoč
- Uvod v urejanje — navodila za prispevanje k Wikipediji
- Pod lipo — osrednja pogovorna stran Wikipedije
- Portal skupnosti — oglasna deska, projekti, viri in dejavnosti v Wikipediji
- Orakelj — forum, kjer poskušamo odgovoriti na vsakršna enciklopedična vprašanja
- Obvestila — stran, namenjena obveščanju o razvoju Wikipedije
- Pravila in smernice
- Najpogostejša vprašanja (FAQ)
- Forum za pomoč — vprašanja o urejanju Wikipedije
- Orodja — pripomočki za delo v Wikipediji

## ProjektiFundacije Wikimedia
| Wikipedija              | Wikipedija Prosta enciklopedija            | Wikislovar          | Wikislovar Slovar in besednjak                              | Wikimedijina zbirka    | Wikimedijina zbirka Predstavnostno gradivo         |
| Wikivir                 | Wikivir Prosta knjižnica in arhiv          | Wikiverza           | Wikiverza Študijsko gradivo in dejavnosti                   | Wikipodatki            | Wikipodatki Zbirka podatkov                        |
| Wikinavedek             | Wikinavedek Zbirka navedkov                | Wikinovice          | Wikinovice Proste novice                                    | Wikifunkcije           | Wikifunkcije Prosta programska koda                |
| Wikiknjige              | Wikiknjige Pisanje prostih knjig           | Wikipotovanje       | Wikipotovanje Vodnik za potovanja                           | Wikivrste              | Wikivrste Imenik bioloških vrst                    |
| Organizacijski projekti |                                            |                     |                                                             |                        |                                                    |
| Meta-Wiki               | Meta-Wiki Usklajevanje projektov Wikimedie | Fundacija Wikimedia | Fundacija Wikimedia Odnosi fundacije z javnostjo            | Wikimanija             | Wikimanija Mednarodne konference                   |
| Tehnični projekti       |                                            |                     |                                                             |                        |                                                    |
| MediaWiki               | MediaWiki Programska oprema wikispletišč   | Farbikant           | Fabrikator Poročanje o hroščih in predlaganje novih funkcij | Wikimedijina orodjarna | Wikimedijina orodjarna Orodja za obdelavo podatkov |